# Calyptrocalyx leptostachys
Calyptrocalyx leptostachys är en enhjärtbladig växtart som beskrevs av Odoardo Beccari. Calyptrocalyx leptostachys ingår i släktet Calyptrocalyx och familjen Arecaceae. Inga underarter finns listade i Catalogue of Life.